# Шаки (град)
Шаки (азер. Şəki) је град у Азербејџану. Према подацима из 2012. године у граду је живело 63.700 становника, а површина града је 9 km².

## Историја
Током историје град је више пута рушен па су најстарији сачувани архитектонски споменици изграђени од 16. до 19. века. Град је првобитно лежао на левој обали реке Куш. Са те локације је морао бити измештен 1772. године због изливања поменуте реке. Те исте године је постао главни град области тј. канаде Шаки. Садашња локација града налази се близу села Нука. Име Нука је било и званично име града све до 1968. године када је град добио садашњи назив, Шаки.

## Географија
Шаки се налази на северу Азербејџана а на јужном делу планине Кавказ. Планина штити град од поплава које су честе у држави. Кроз град протичу реке Куш и Гурјана. Град се налази на 325 km од главног града Бакуа.

## Клима
Просечна температура у граду је 12 °C. У јуну и августу температура варира од 20 °C до 25 °C. У граду су чести циклони и антициклони као и јаки локални ветрови.

## Градови побратими
- Жмеринка,  Украјина (од 1973)[4]
- Гиресун,  Турска (од 2001)[4]
- Габрово,  Бугарска (од 2004)[4][5]
- Лампсак,  Турска (од 2005)[4][6]
- Слуцк,  Белорусија (од 2009)[4][7]
- Телави,  Грузија (од 2012)[4][8]
- Конија,  Турска (од 2012)[4]

## Галерија
- Стара зграда
- Дом културе
- Предњи изглед Албанске цркве
- Једна од улица у граду
- Врата "Кан" палате
- Кавкаска Албанска црква из 6. века
- Џамија "Омер Ефенди"
- Палата "Кан"
- Минарет
- Џамија "Омар Ефенди"
- Подземно купатило
- Албанска црква